# Paralimni
Paralimni (en griego: Παραλίμνι) es una ciudad situada en el sureste de Chipre, un poco más hacia el interior, en el distrito de Famagusta. Desde la invasión turca y la ocupación de una parte de la isla, en 1974, ha aumentado en tamaño e importancia debido a la migración de muchos refugiados que huían del Norte. Muchas de las personas que trabajan en la industria turística de Protaras y Agia Napa viven en Paralimni, que es el centro administrativo ahora temporal del Distrito de Famagusta y el municipio más grande de los grecochipriotas de la zona controlada por el distrito. Se ha convertido en lo que parece una ciudad pequeña capital de la zona no ocupada de Famagusta. Muchos trabajadores de los sectores turísticos de Protaras y Ayia Napa viven en Paralimni, que ahora es el centro administrativo temporal del distrito de Famagusta y el municipio más grande del distrito bajo el control de la República de Chipre reconocida internacionalmente.

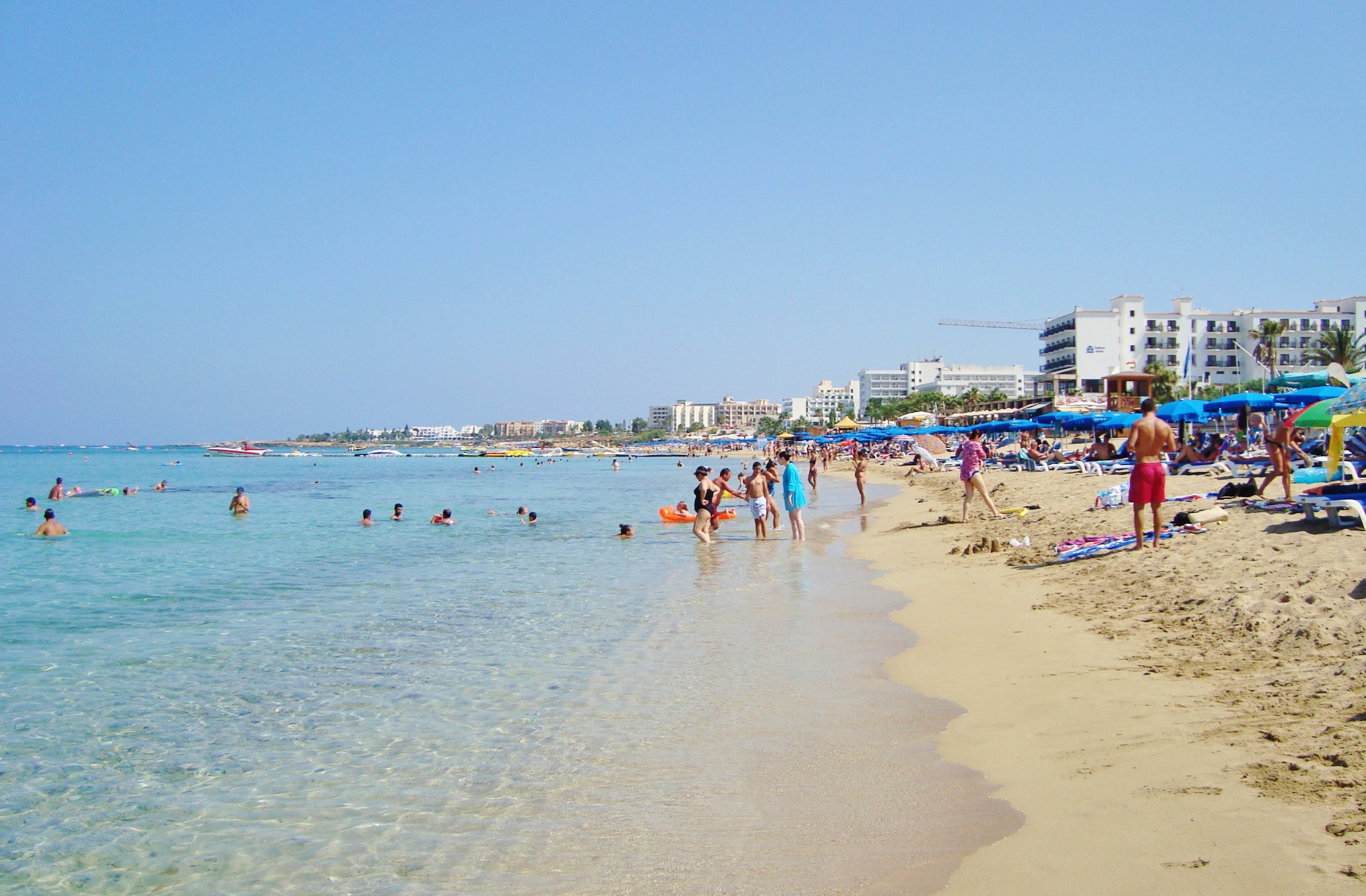
Resort Protaras de Paralimni en julio de 2011

## Condiciones Naturales
La ciudad de Paralimni se encuentra en el extremo sureste de la isla de Chipre. La ciudad está a 110 kilómetros al este de la capital, Nicosia. La ciudad fue tradicionalmente un suburbio de Famagusta (hasta la ocupación de la ciudad), a solo 10 km al norte.
Paralimni se encuentra cerca de la costa del mar Mediterráneo, a unos 80 metros sobre el nivel del mar. La ciudad está ubicada en el extremo sureste de la llanura central de la isla, Mesaoria. Es por eso que la llanura se extiende alrededor de la ciudad hacia el norte y las colinas costeras se elevan hacia el sur.
La población de la ciudad en 2001 era de 11.091 personas, en 2011 es de 15.000. Según el censo 2021, pasó a contar con 19.037 habitantes.

## Historia
La palabra Paralimni significa "en el lago". Históricamente, Paralimni fue construida a orillas de un lago poco profundo, que se llenaba de agua sólo en el invierno.
En el comienzo del siglo XX, como resultado de los trabajos realizados, la totalidad del lecho del lago fue recuperada para fines agrícolas. Paralimni no siempre ha sido lo que ahora es. Originalmente fue construida sobre una colina, que se encuentra entre Deryneia y su ubicación actual. 
Sin embargo, en el siglo XV se trasladó al interior para evitar su detección por los piratas. Se dice que los primeros en establecerse en Paralimni llegaron justo después de la captura de la ciudad, cerca de Famagusta, por los turcos otomanos en 1571. El primer asentamiento fue llamado San Demetrio y este lugar aún hoy lleva su nombre.
En 1986, después de un referéndum, Paralimni fue declarada un municipio con ese nombre. En mayo de 1986 se celebraron las primeras elecciones para el cargo de alcalde y el Consejo Municipal. Nikos Vlittis fue elegido el primer alcalde y se desempeñó de 1986 a 2006. En diciembre de 2006 perdió la alcaldía frente a Andreas Evaggelou, con mandato hasta 2011. 
Arquitectónicamente, Paralimni ha sido indescriptible, poco o nada queda de la aldea original. Fuera del centro de la ciudad las casas no son muy atractivas y parecen pequeños bloques rectangulares. Lo compensan con creces sus jardines muy atractivos, sobre todo cuando los árboles están en flor o fruta. Sin embargo, parece que las generaciones nuevas y emergentes, que ganan salarios más altos que sus padres y abuelos, dedican grandes cantidades de dinero a la construcción de casas modernas y pintorescas.
Justo en el corazón de Paralimni se encuentra un centro comercial con muchas tiendas y cafés y bares modernos. Debido al hecho de que Paralimni rápidamente ha crecido en tamaño, los minoristas de alimentos más grande de la isla han construido o alquilado allí ramas como Carrefour, Orfanides. También hay muchos supermercados locales, como Kokkinos. 
El paisaje que rodea Paralimni posee fértiles tierras rojas, en que se cultivan las famosas patatas de Chipre. Son prestigiososlos pintorescos molinos de viento utilizados para extraer agua de los acuíferos subterráneos para el riego de las tierras circundantes. Lamentablemente, muchos de ellos están ahora en ruinas, sustituidos por bombas a motor eléctrico o diesel. Antes del surgimiento del turismo, los ricos terrenos agrícolas que rodean Paralimni fueron fuente de su riqueza, y siguen siendo de gran importancia.

## Deportes
Enosis Neón Paralimni FC, que juega en la Primera división de Chipre es el equipo de fútbol de la ciudad. Michalis Konstantinou, el famoso exfutbolista de Iraklis FC, Panathinaikos y Olympiacos, nació en Paralimni. Él también comenzó su carrera en el equipo de la ciudad. También hay un lado de la Conferencia en Paralimni llamado Anorthosis Paralimniou.

## Protaras
Protaras (en griego: Παραλίμνι), es predominantemente turístico. Está bajo la jurisdicción administrativa del Municipio de Paralimni. En tiempos antiguos, donde ahora Protaras parece estar localizado, estaba la antigua ciudad-estado de Leukolla. La ciudad posee un puerto seguro donde el ateniense Demetrio Poliorketes en el año 306 a. C. buscó refugio, al acecho de Ptolemeos, uno de los sucesores de Alejandro Magno. En el Ptolemeos batalla fue derrotado y huyó a Egipto, dejando a Chipre por un tiempo en manos de Demetrio. 
Protaras tiene hermosas playas de arena con el cielo claro de aguas azules y la más conocida playa de la zona es bahía Fig Tree. Protaras también se conoce como "la tierra de los molinos de viento", manteniendo la calidad nostálgica del pasado.
En el reverso del éxito de Ayia Napa (que está a unos pocos kilómetros de distancia), se ha convertido en un centro vacacional de tamaño considerable, con decenas de hoteles de gran capacidad, hoteles y apartamentos, villas, restaurantes, pubs y todo tipo de instalaciones de un moderno complejo de vacaciones debería tener. Ser más silenciosos que Ayia Napa y tener menos de una escena club, tiene una reputación de atender sobre todo a la familia y el turismo de Chipre. 
Cabo Greco está a 10 minutos del centro de Protaras, y es considerado uno de los lugares más hermosos de la isla.
En Cabo Greco vive la fama de Ayia Napa, monstruo marino que se supone que se asemeja a un cruce entre un delfín y un dragón.

## Ecología
El Lago de temporada Paralimni, es el hogar de la serpiente Chipre (cypriaca Natrix natrix), que se creía extinta desde 1960, hasta 'Snake George "(H. Wiedl) re-descubierto la especie en la década de 1990.
Como resultado, el lago fue declarado Sitio de Interés Comunitario. A pesar de ello el Gobierno de Chipre expidió el permiso para más de 300 casas que se construirán en el sitio, resultando en la Comisión Europea de promover la acción judicial contra Chipre.
Otros peligros que enfrenta la serpiente son moto-cross y el hombre matándolas a través de la ignorancia y la superstición.

## Alcaldes
Paralimni ha tenido hasta ahora tres alcaldes. (a partir de 2021)
- Nikos Vlittis (1986-2006)
- Andrés Evangelou (2007-2011)
- Theodoros Pyrillis (2012-2021)

## Personas Reconocidas
- Michalis Konstantinou, futbolista, nacido en Paralímni
- Solomos Solomou, criado en Paralímni, asesinado en 1996 por un oficial turco en la zona de amortiguamiento de la ONU
- Kyriakou Pelagia, cantante mujer famosa de la música tradicional chipriota, nacida en Paralímni
- Michalis Konstantinou, futbolista, nacido en Paralímni
- Solomos Solomou, criado en Paralímni, asesinado en 1996 por un oficial turco en la zona de amortiguamiento de la ONU
- Eleni Artymata, atleta
- Eleftheria Eleftheriou, cantante
- Giorgos Tofas, futbolista

## Galería

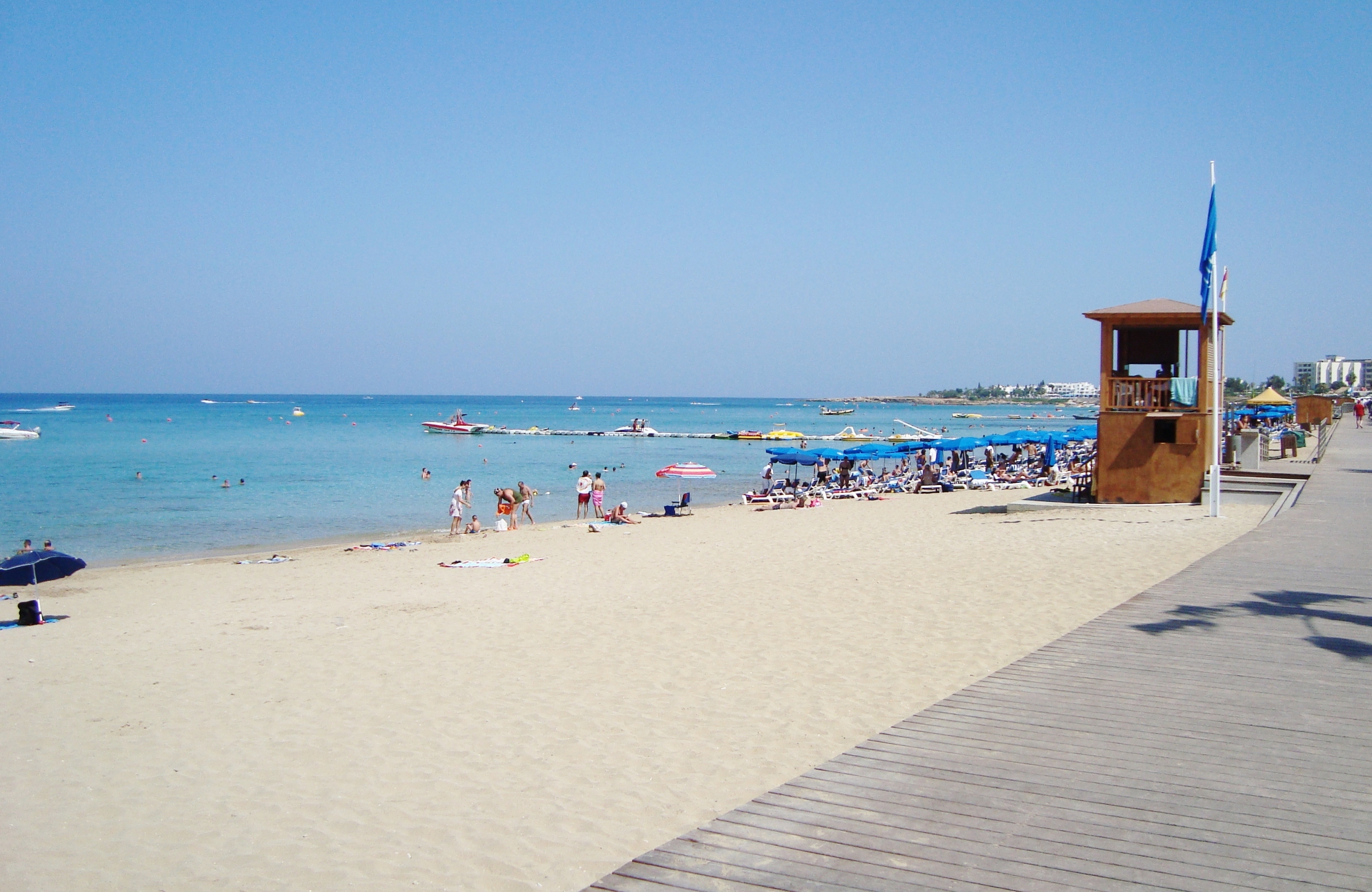
Una playa de Protaras en verano
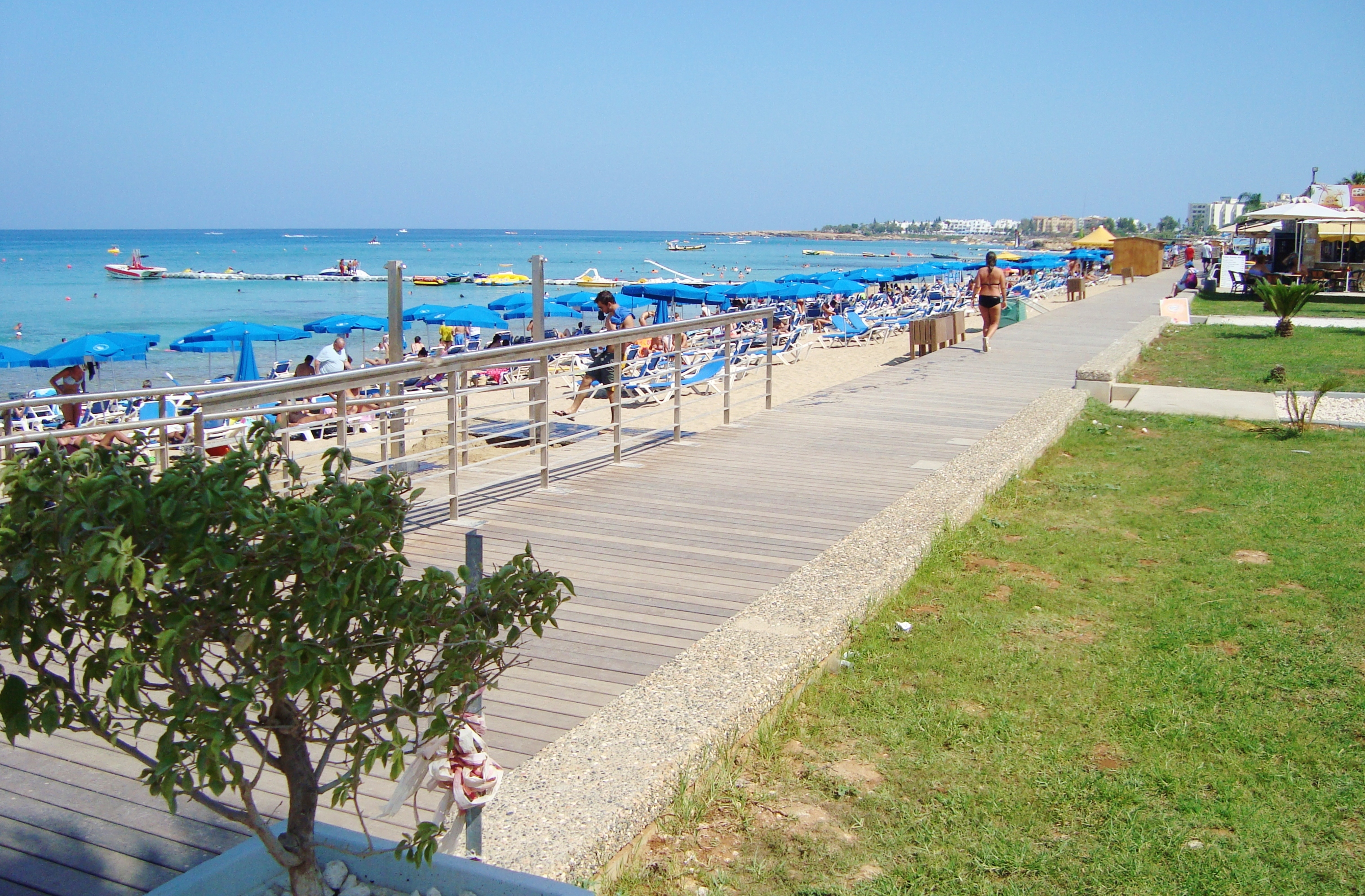
Una calle peatonal de madera al lado de la playa
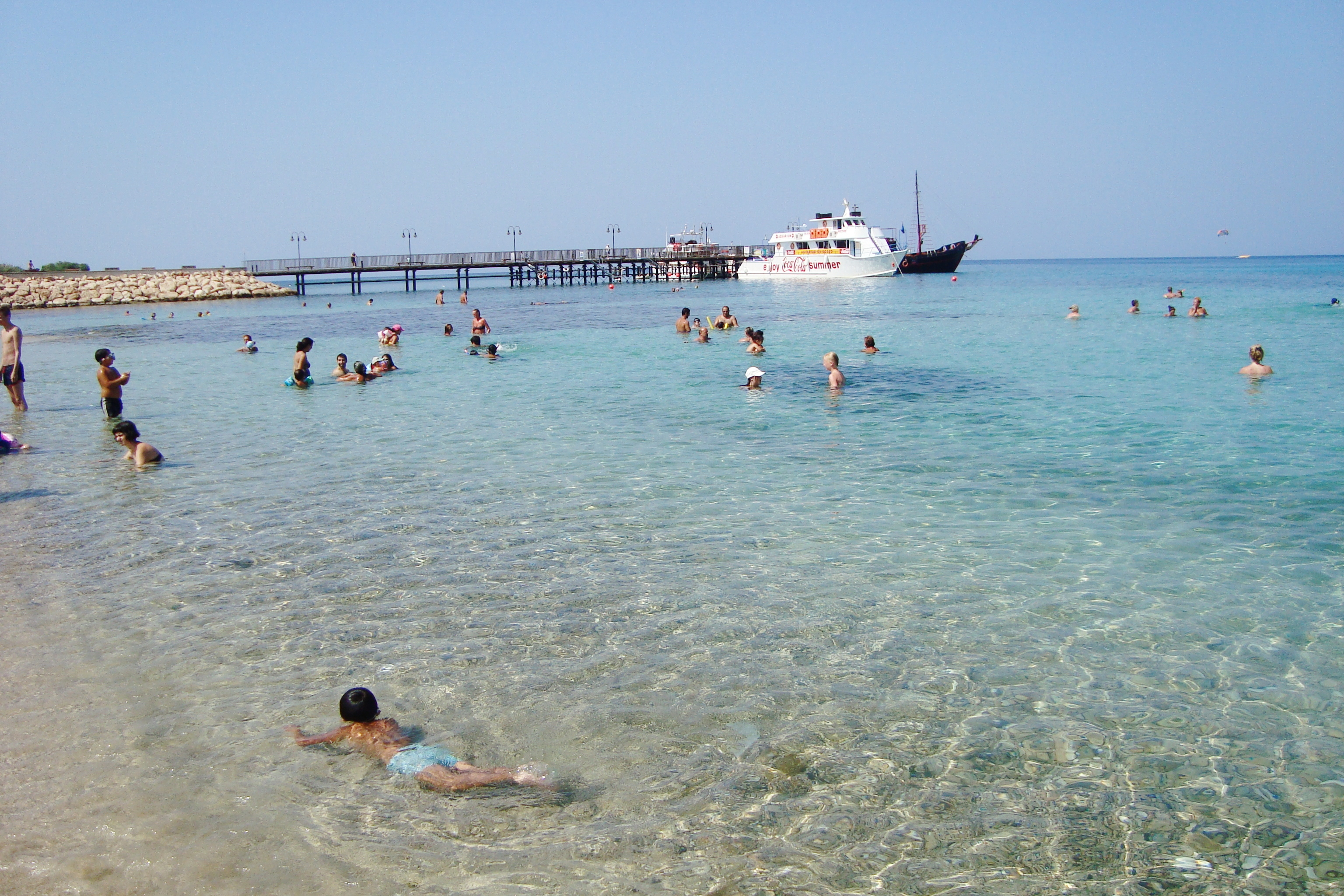
El paseo junto a la playa
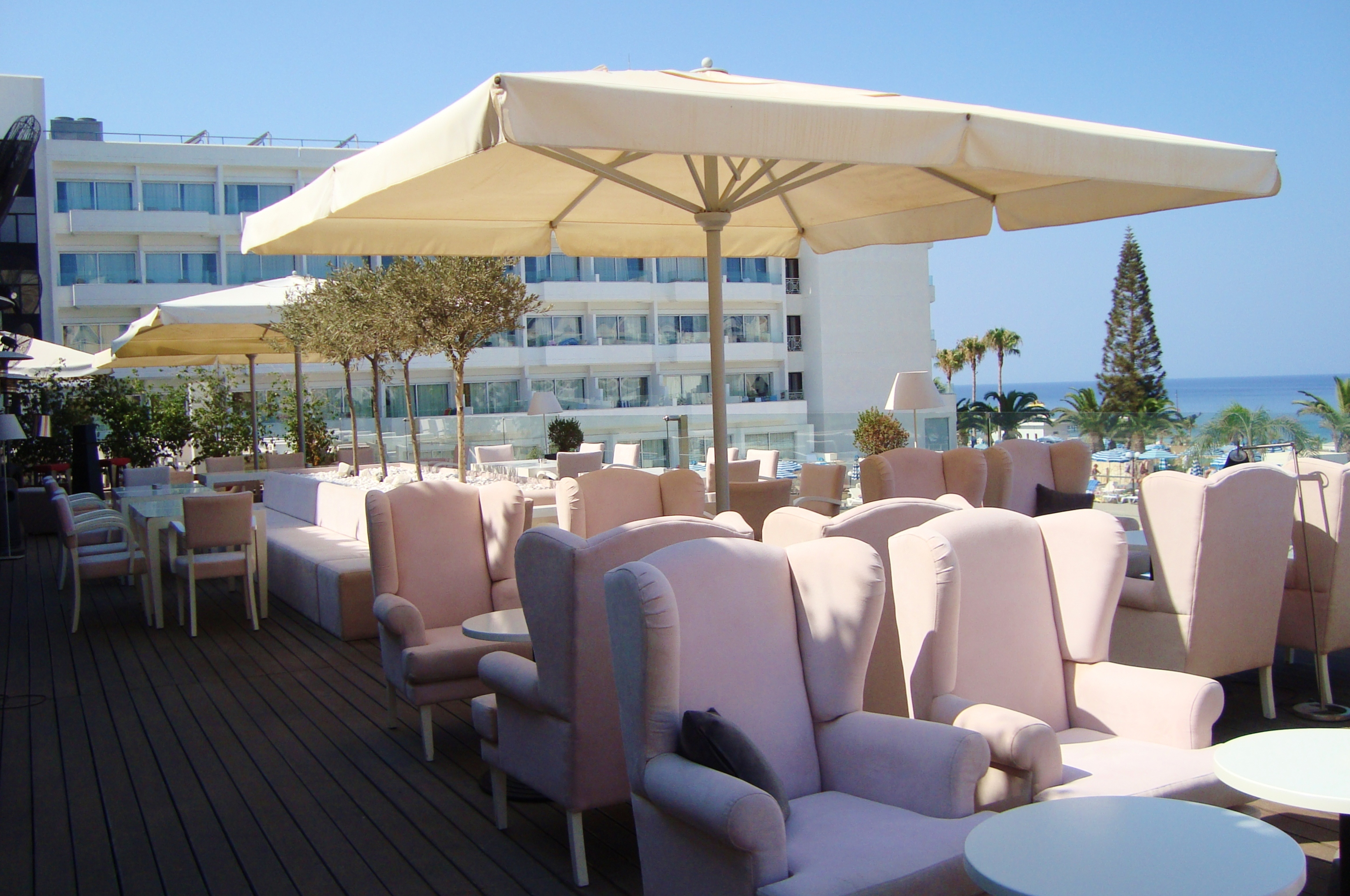
Un café con vista a la playa
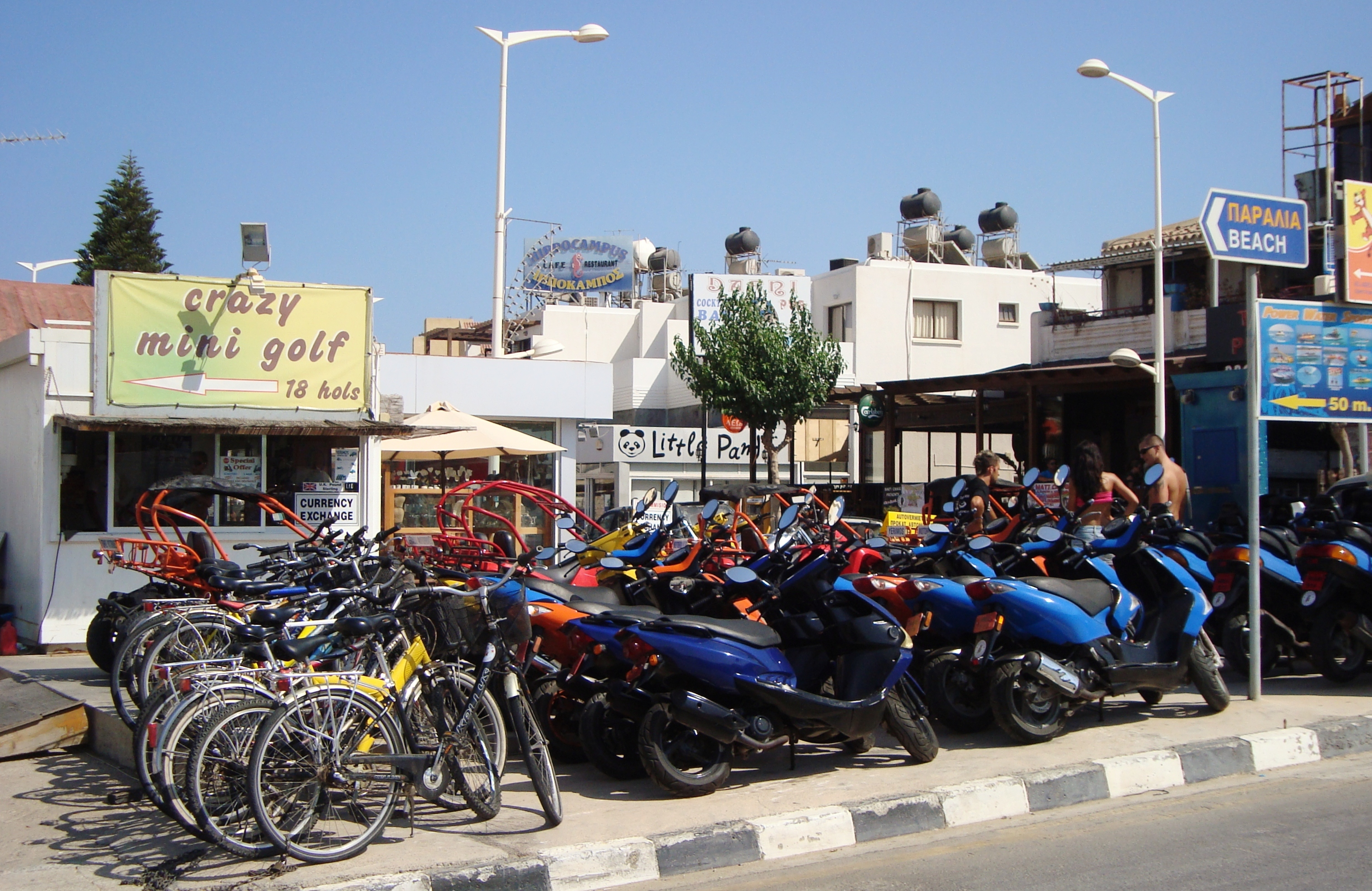
Una tienda de alquiler de motos.
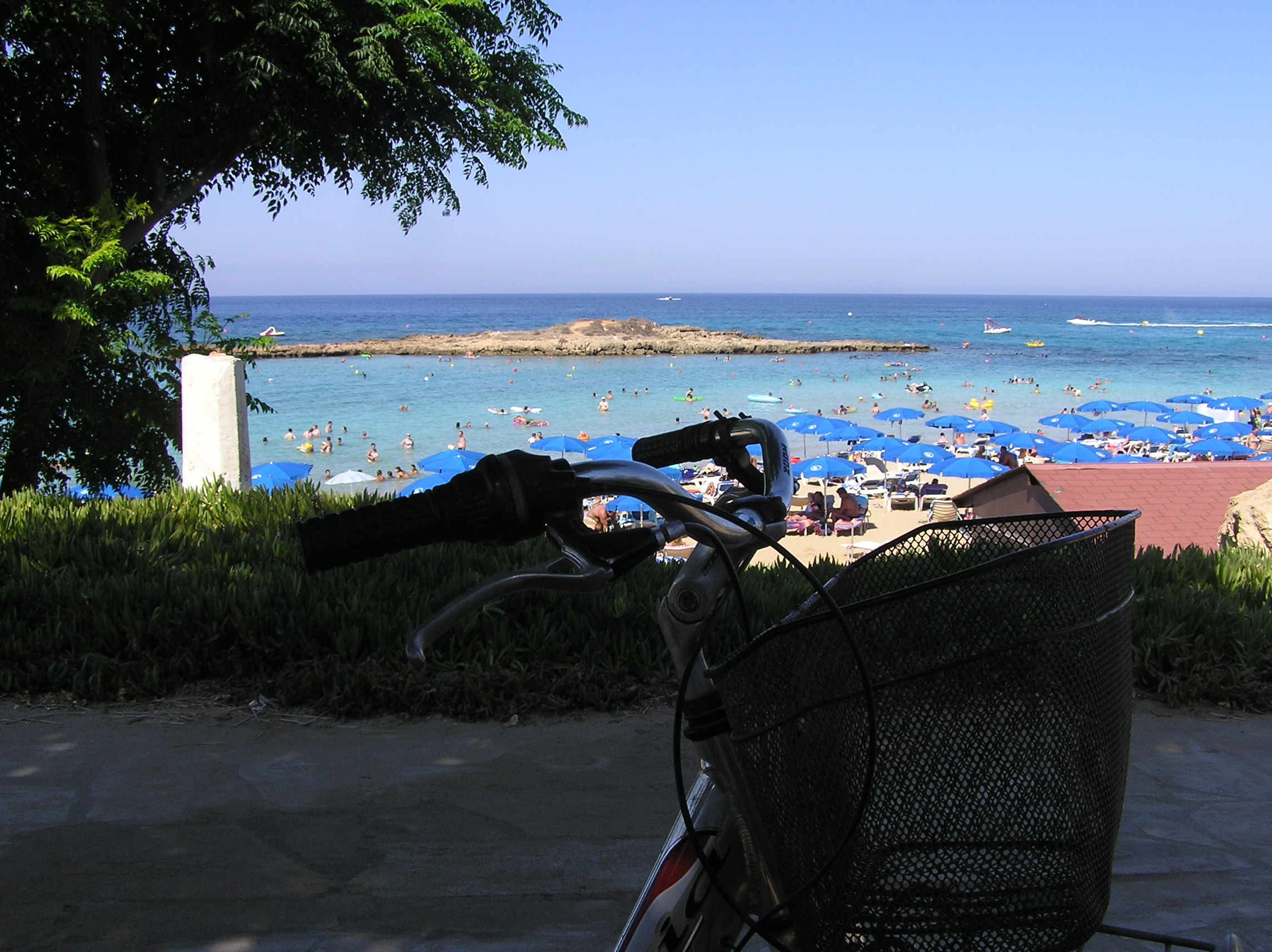
Bahía de la higuera
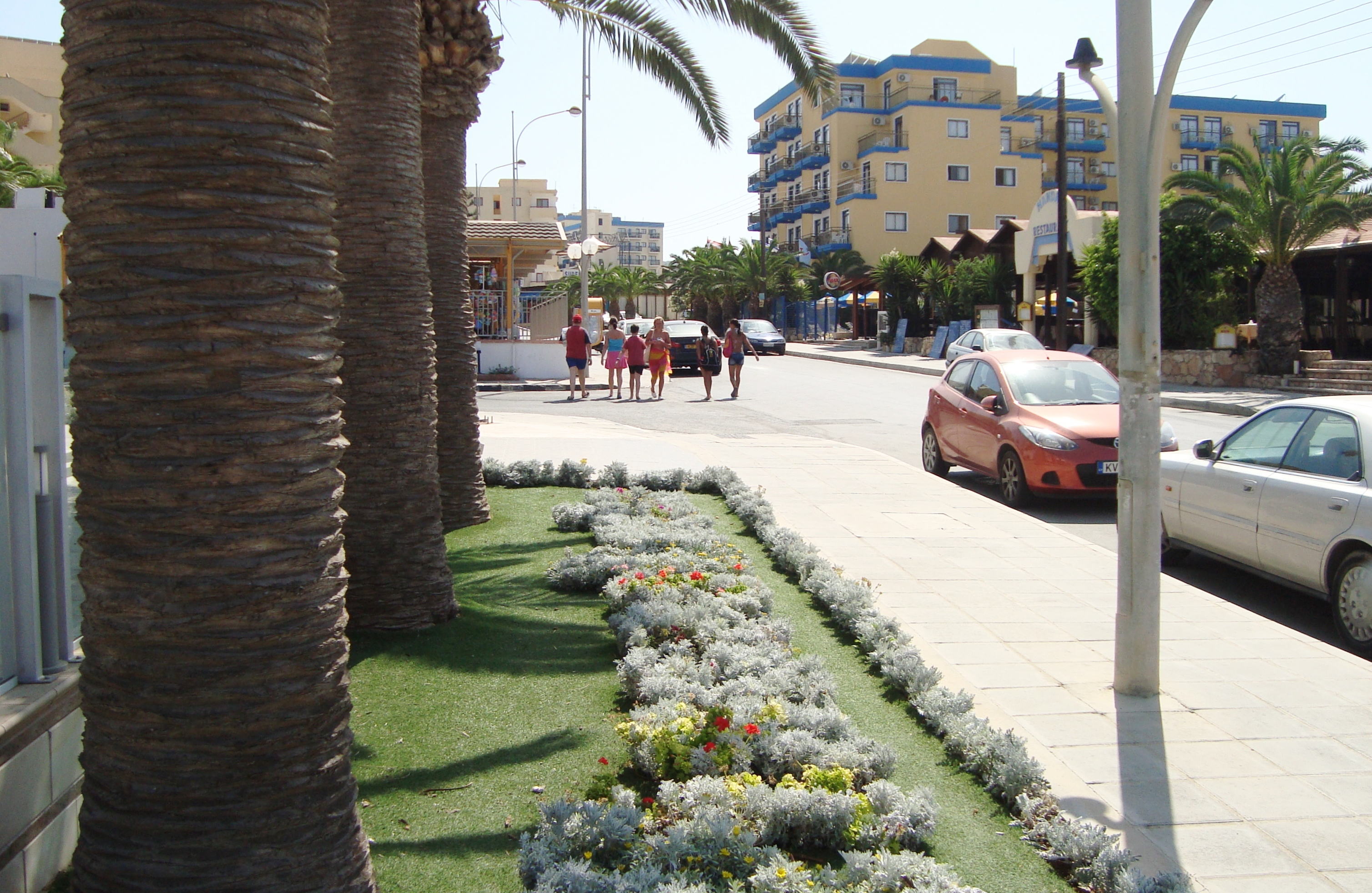
Un camino típico en Protaras
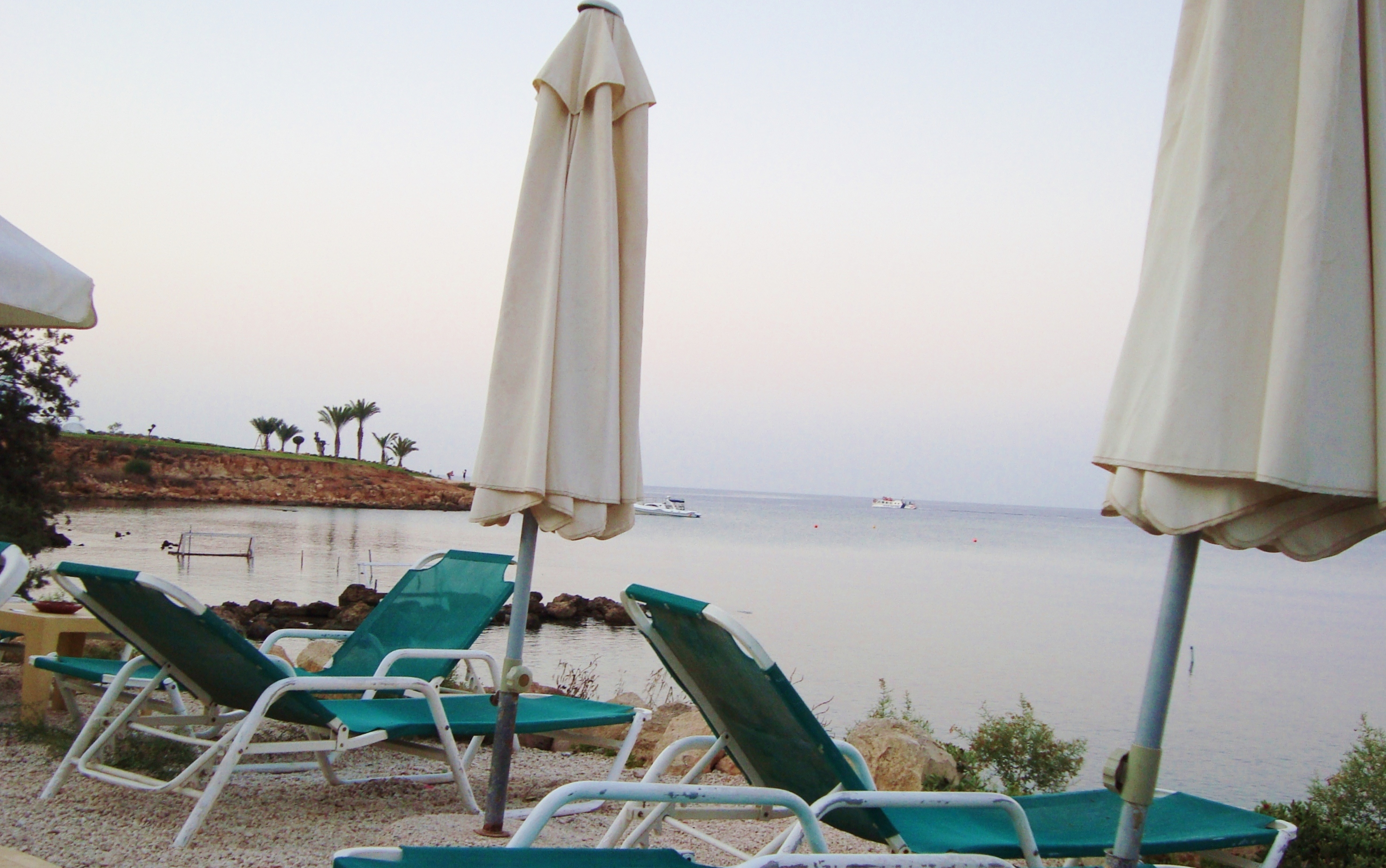
Sirena Bay beach
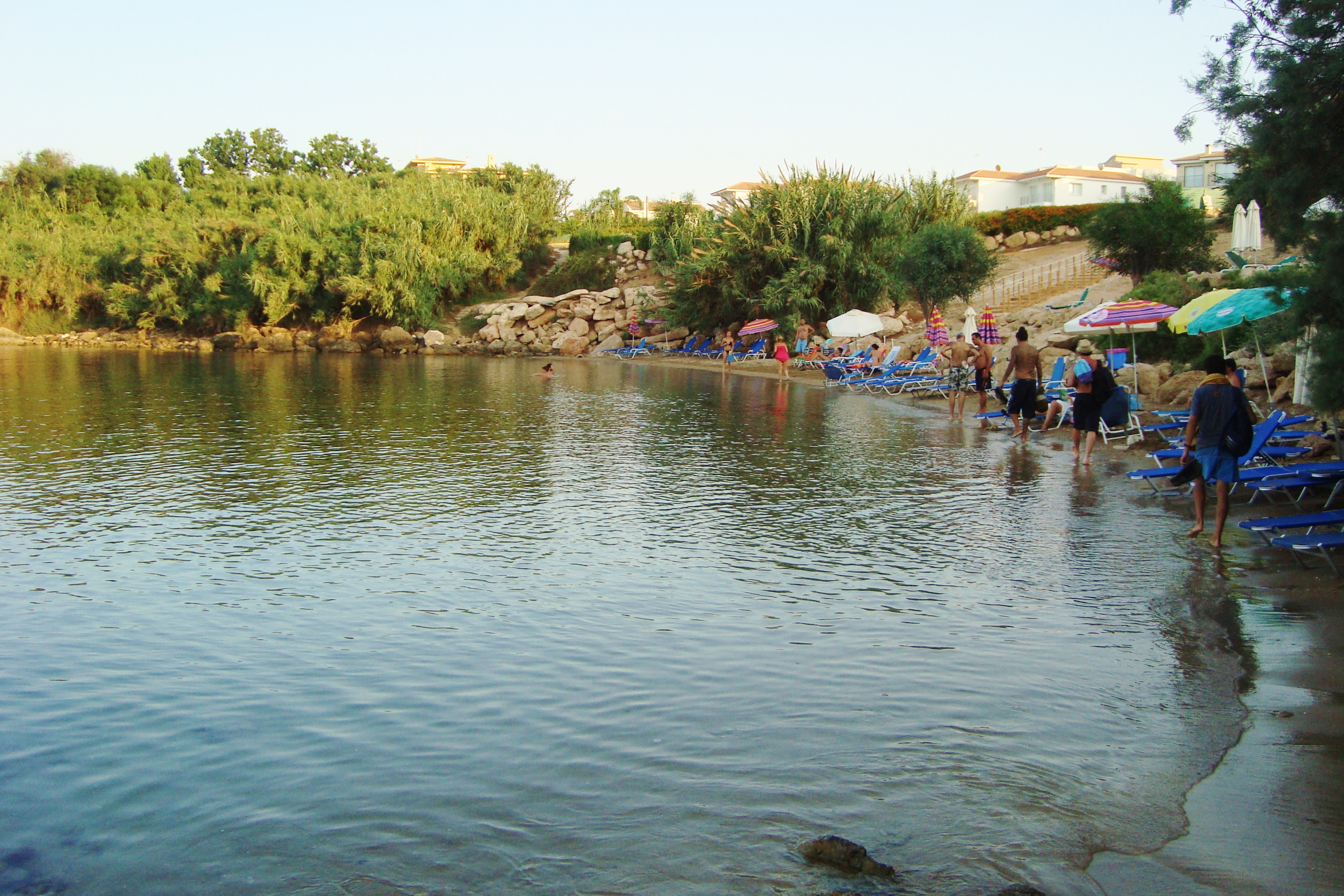
Playa Bahía Sirena
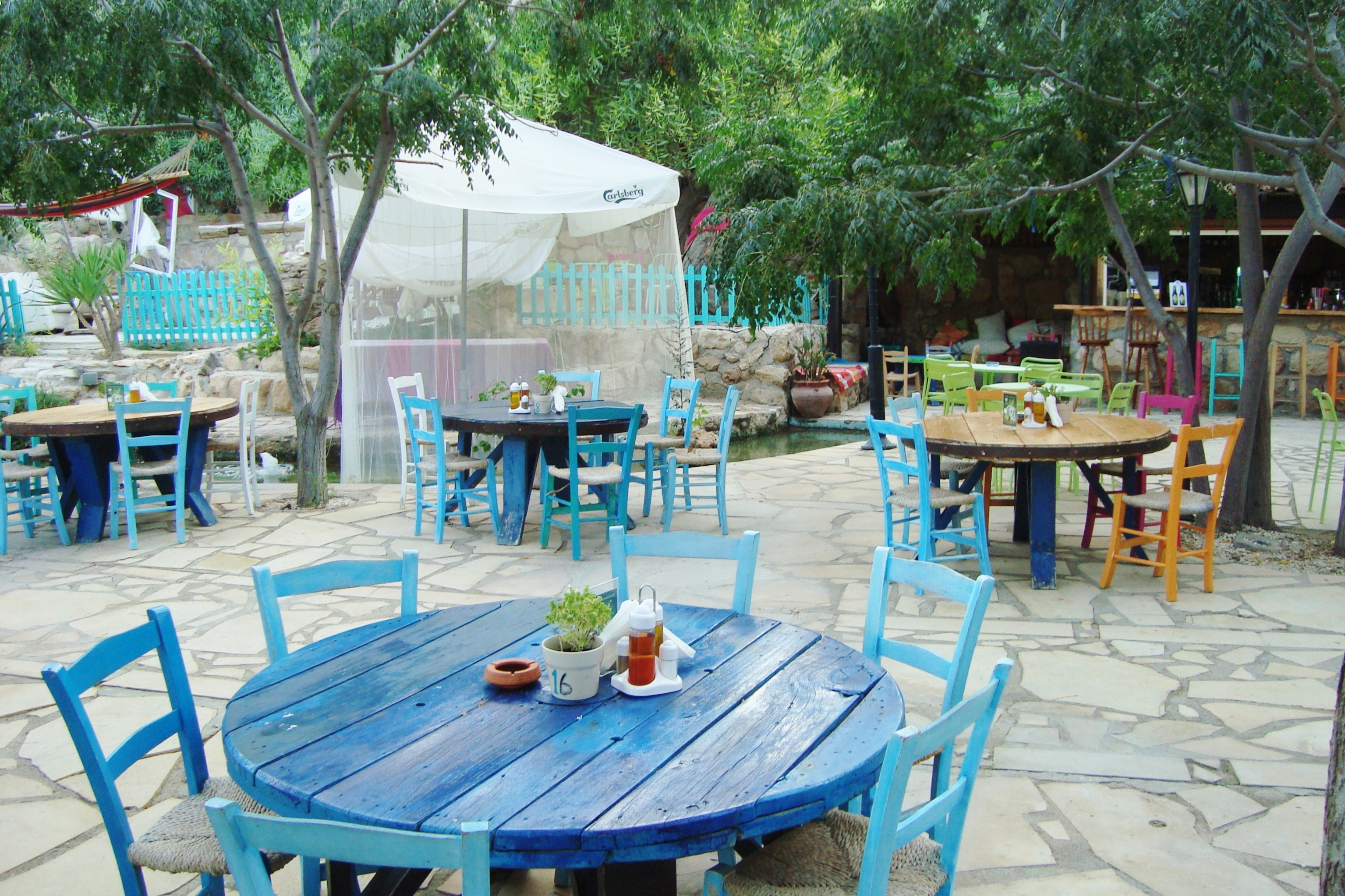
Una taberna en Sirena Bay
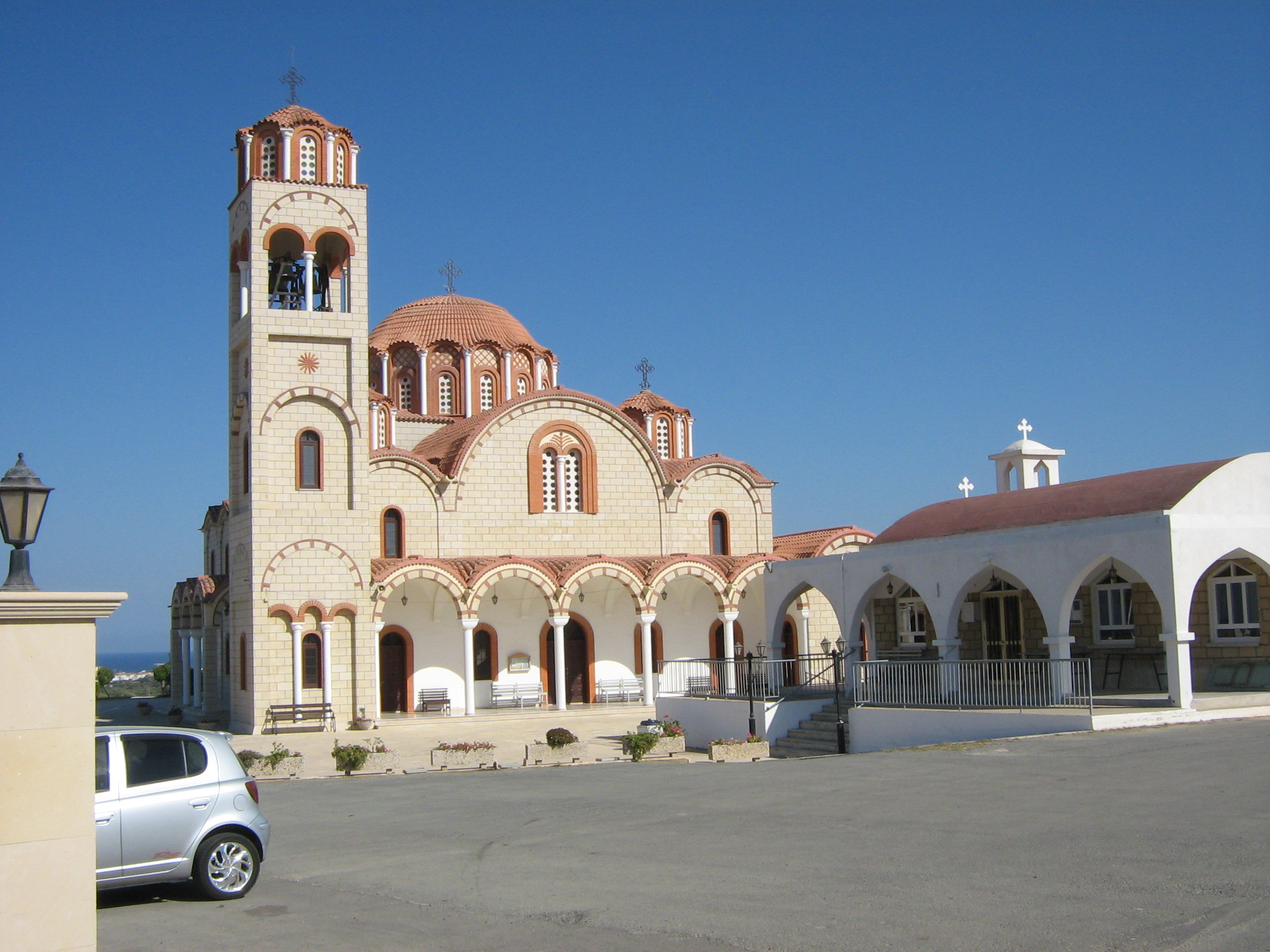
La Iglesia de Santa Bárbara
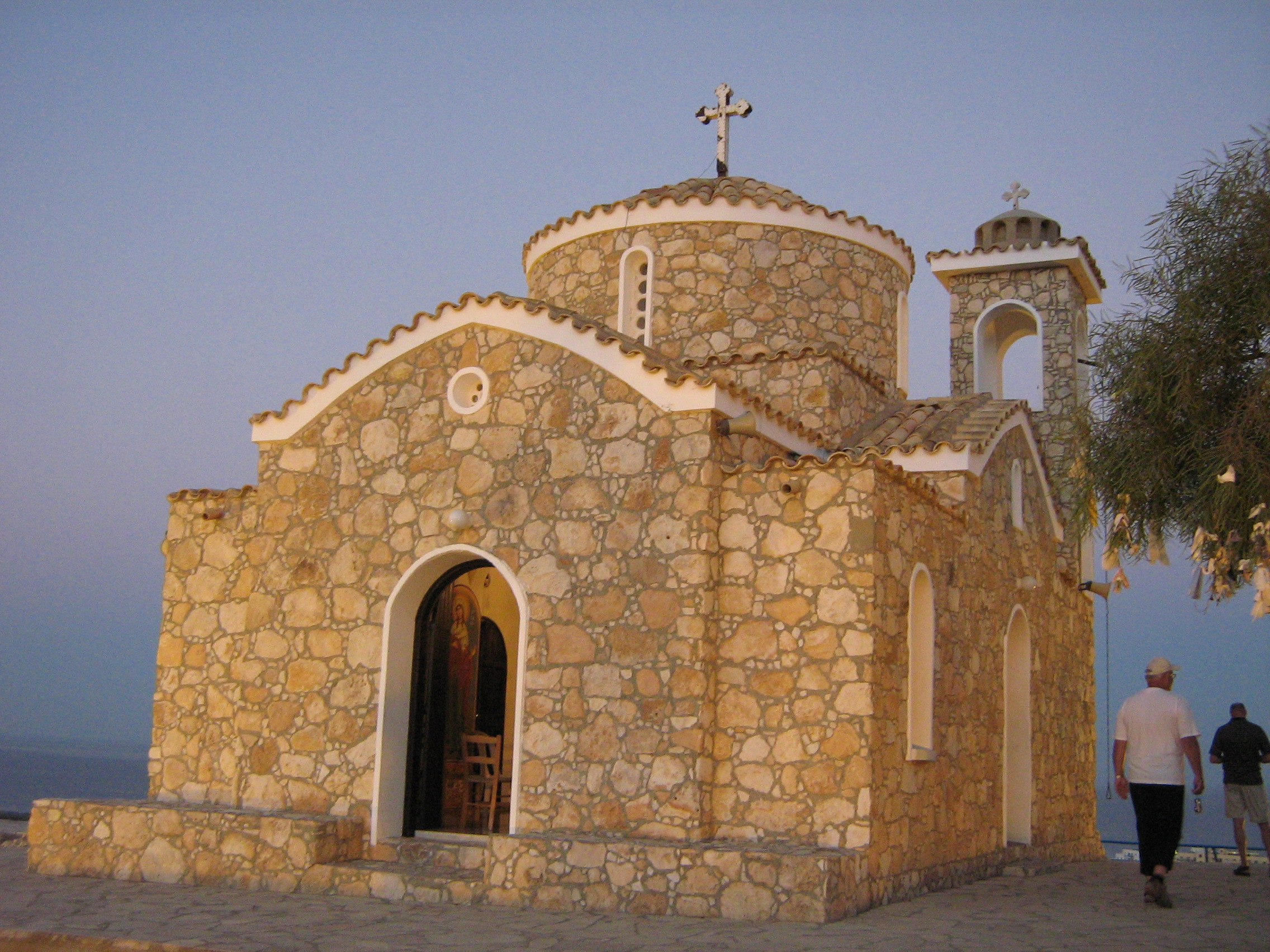
La Iglesia de San Elías
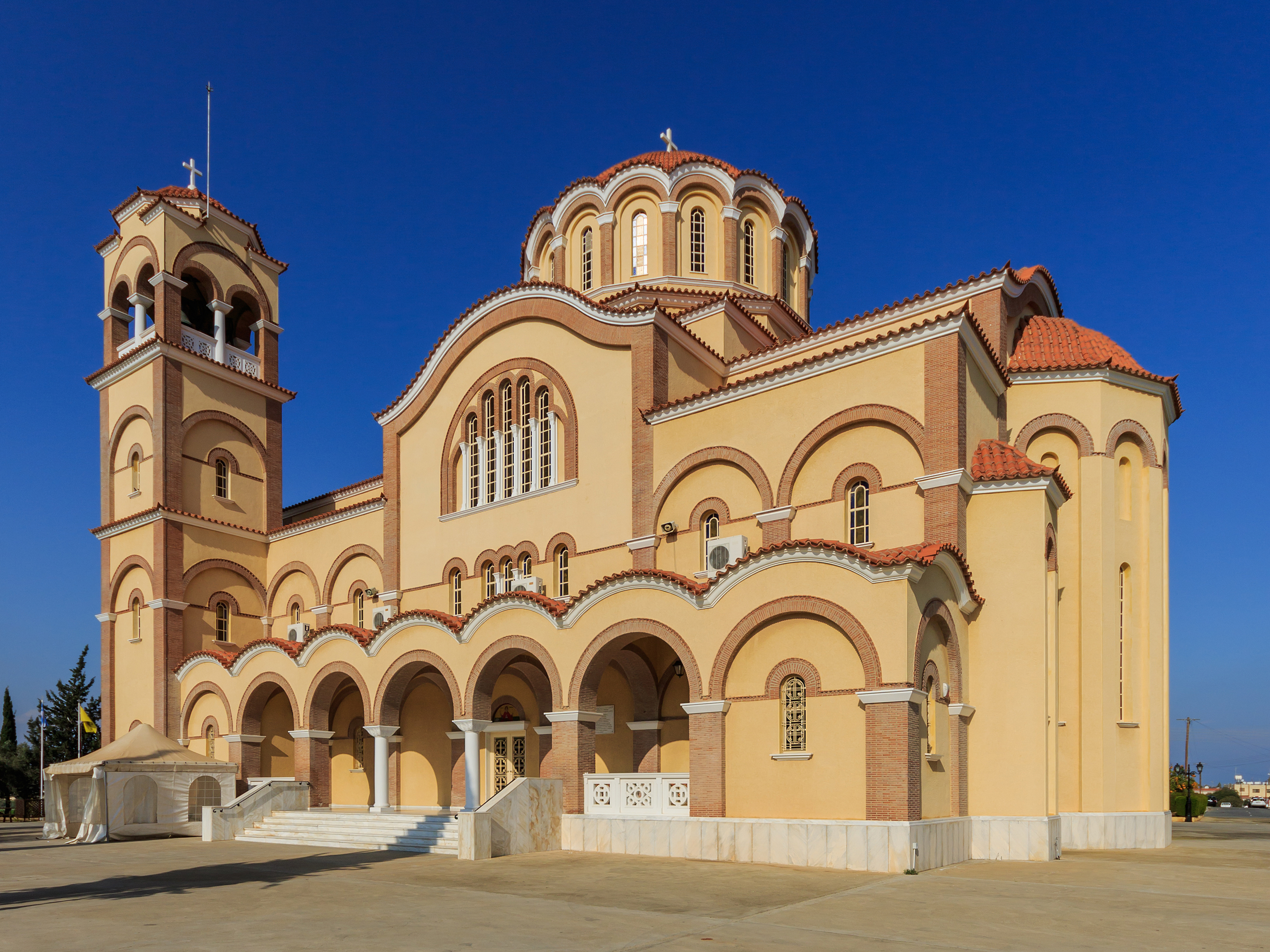
La Iglesia de San Demetrio
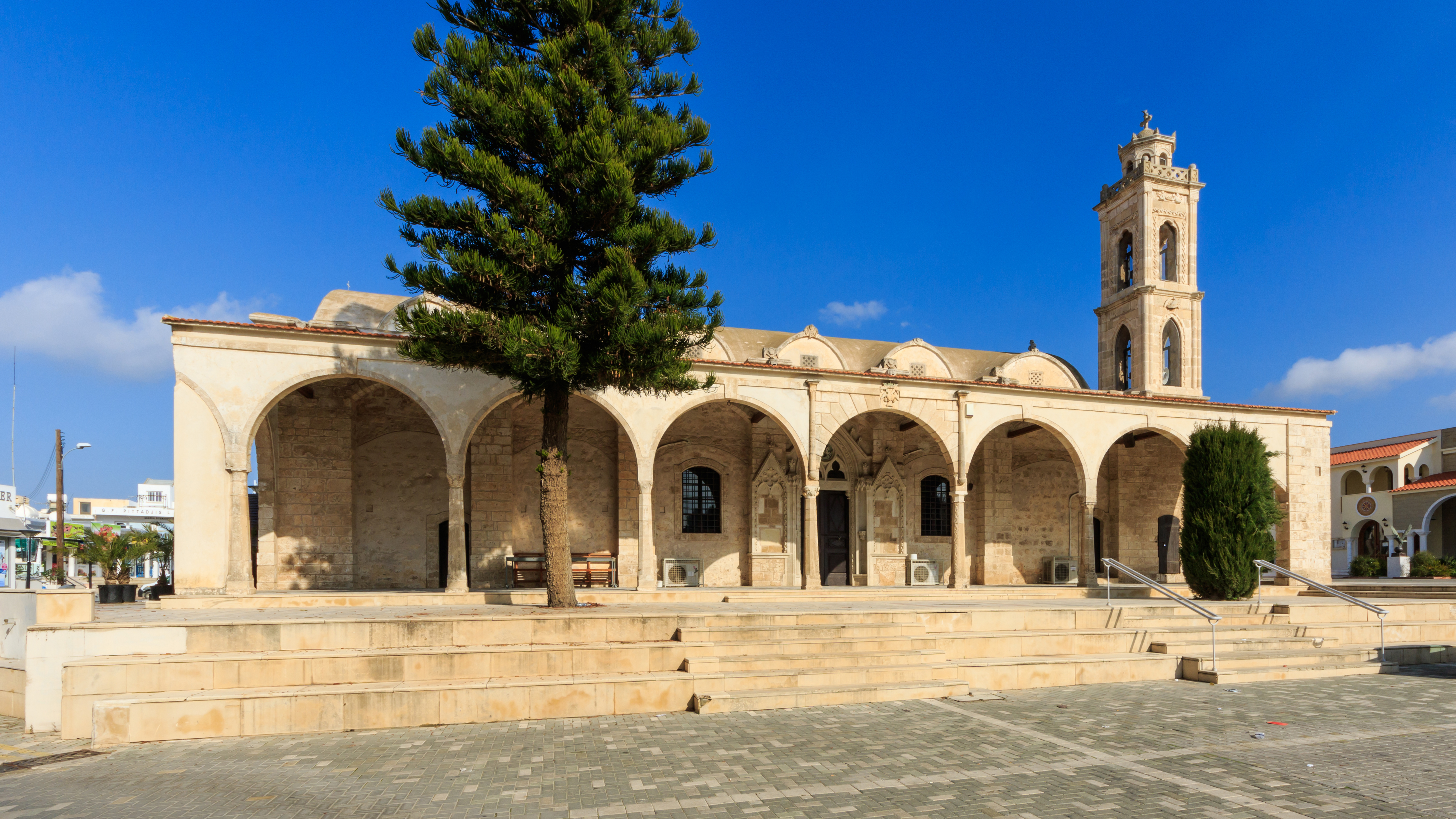
La Iglesia vieja de San Jorge
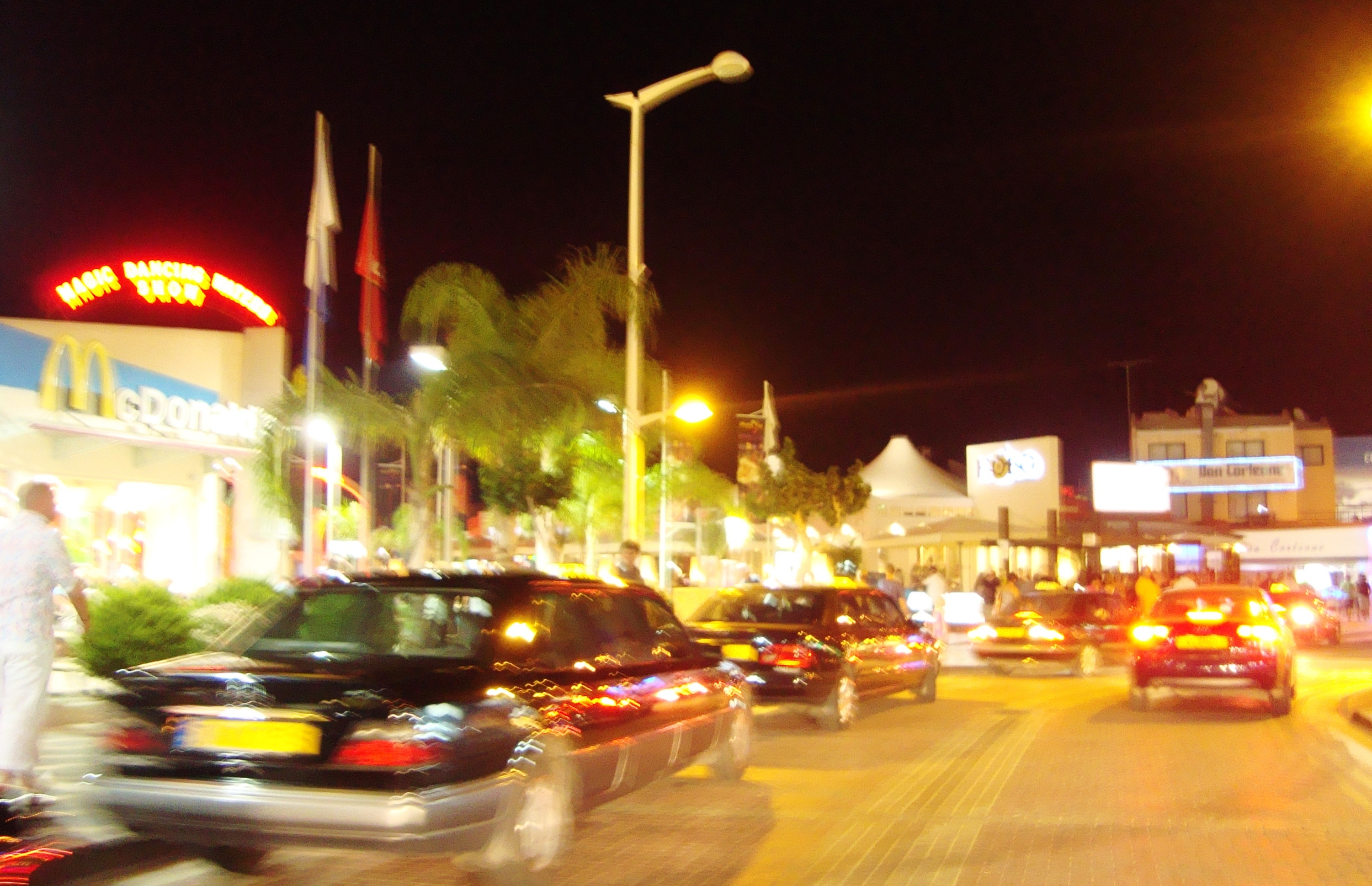
Una calle protaras de noche
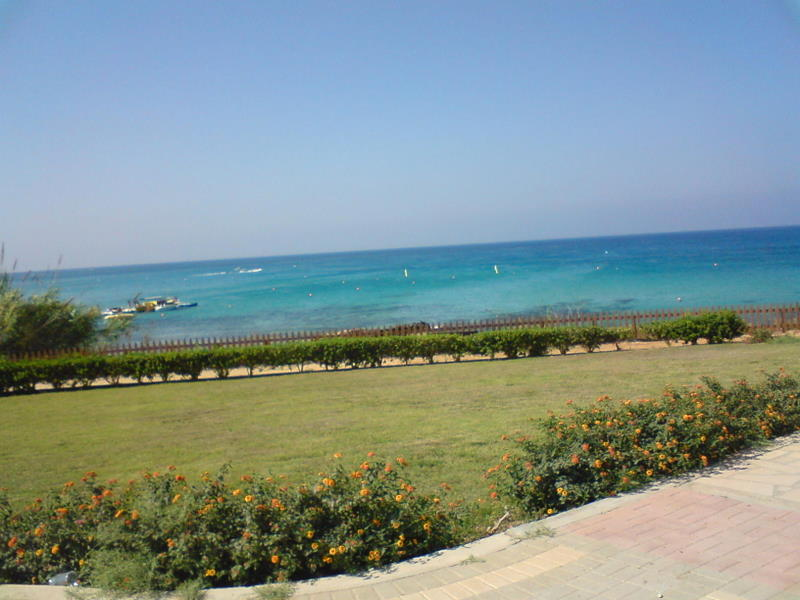
Jardines en Protaras
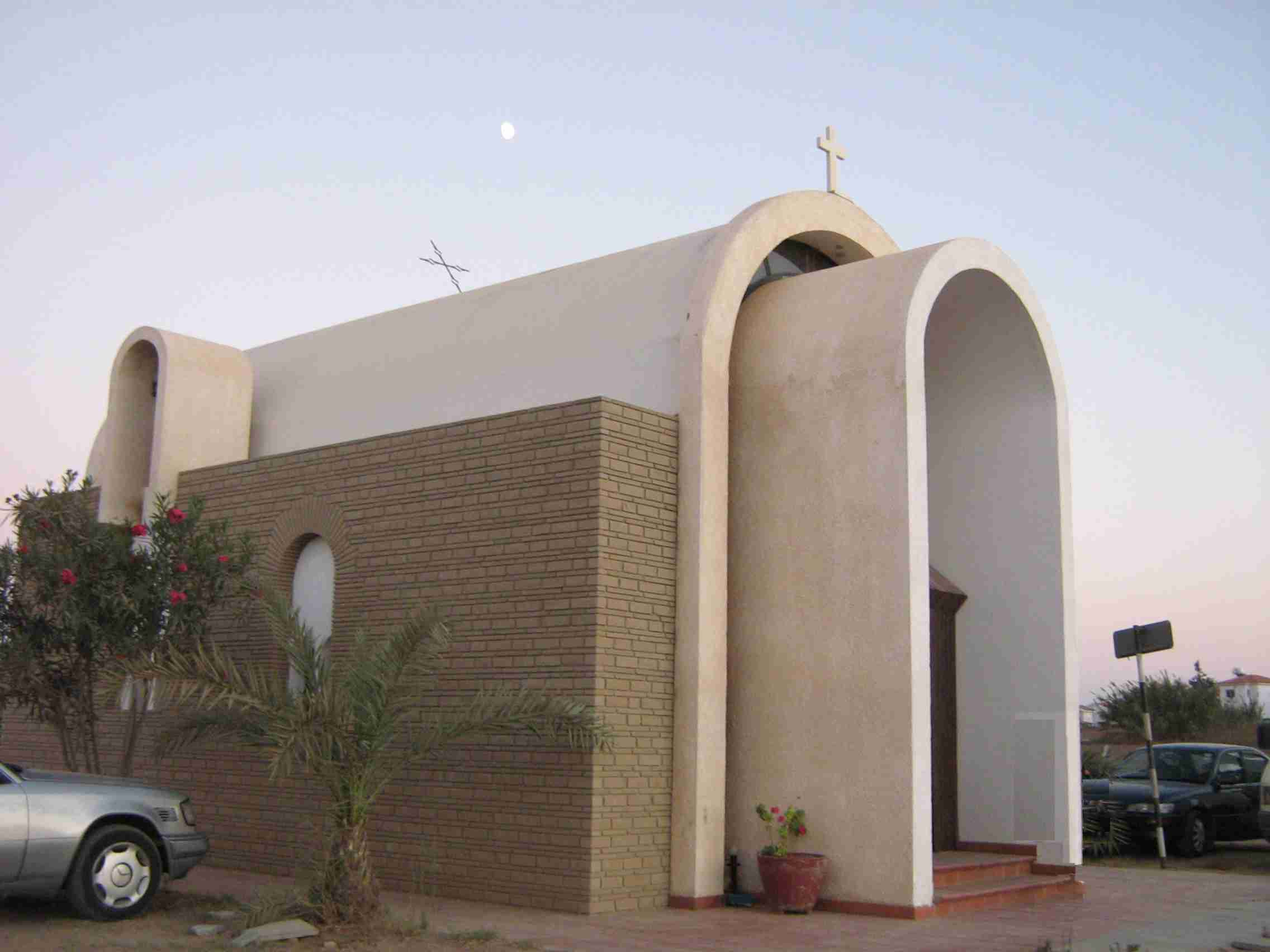
Iglesia de Agia Triada
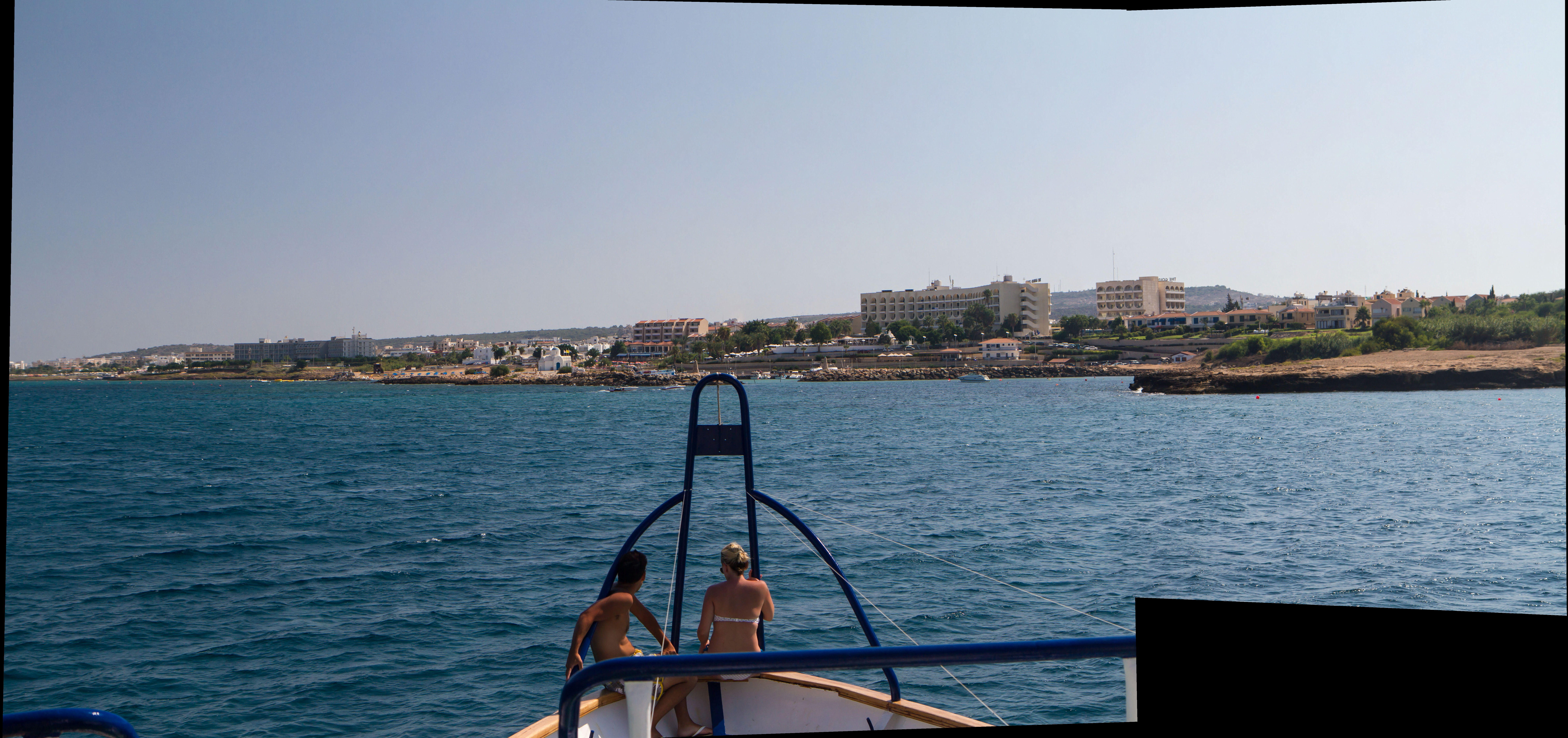
vista desde el mar
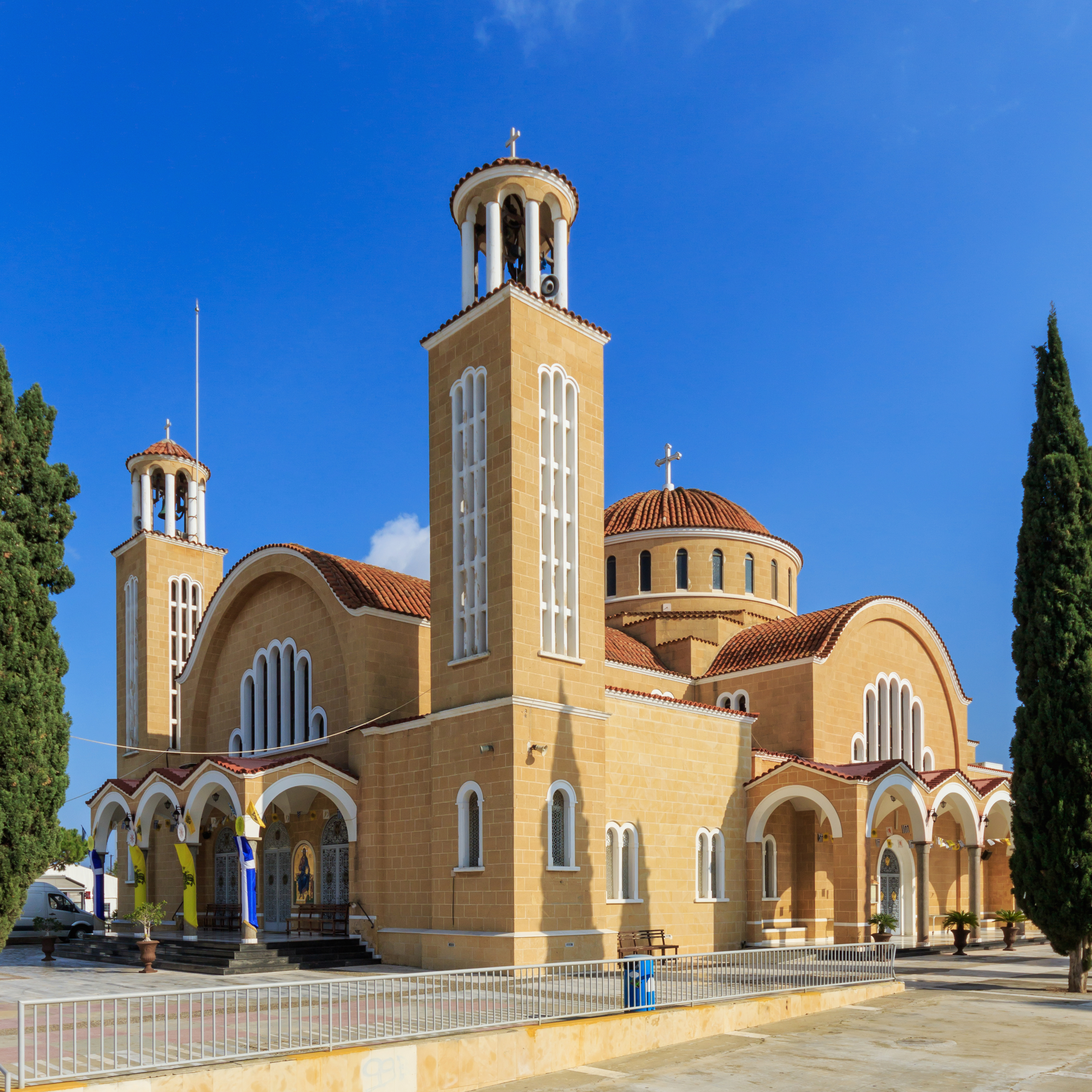
Catedral de San Jorge en Paralímni
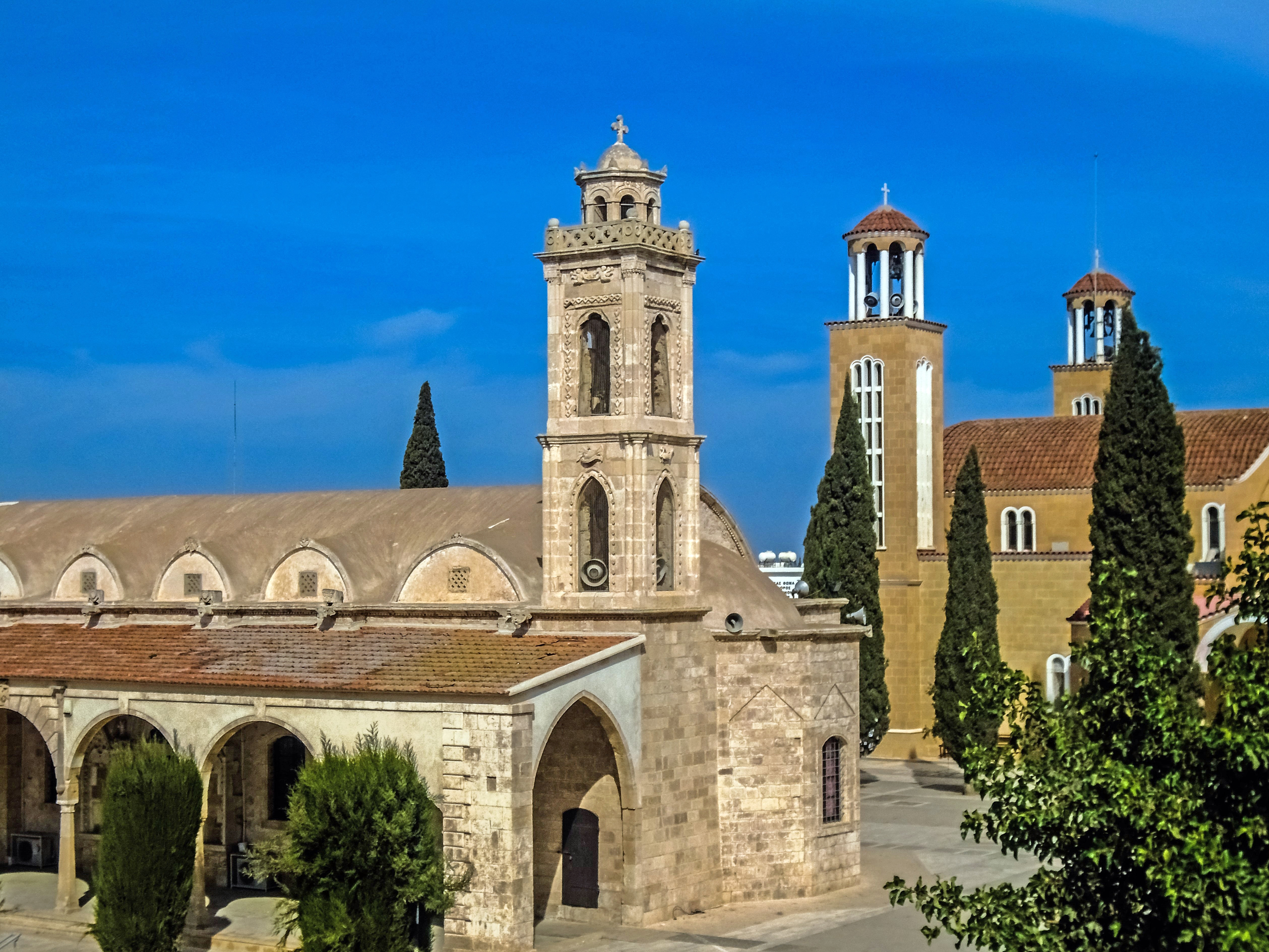
Catedral Vieja y Nueva de Paralímni
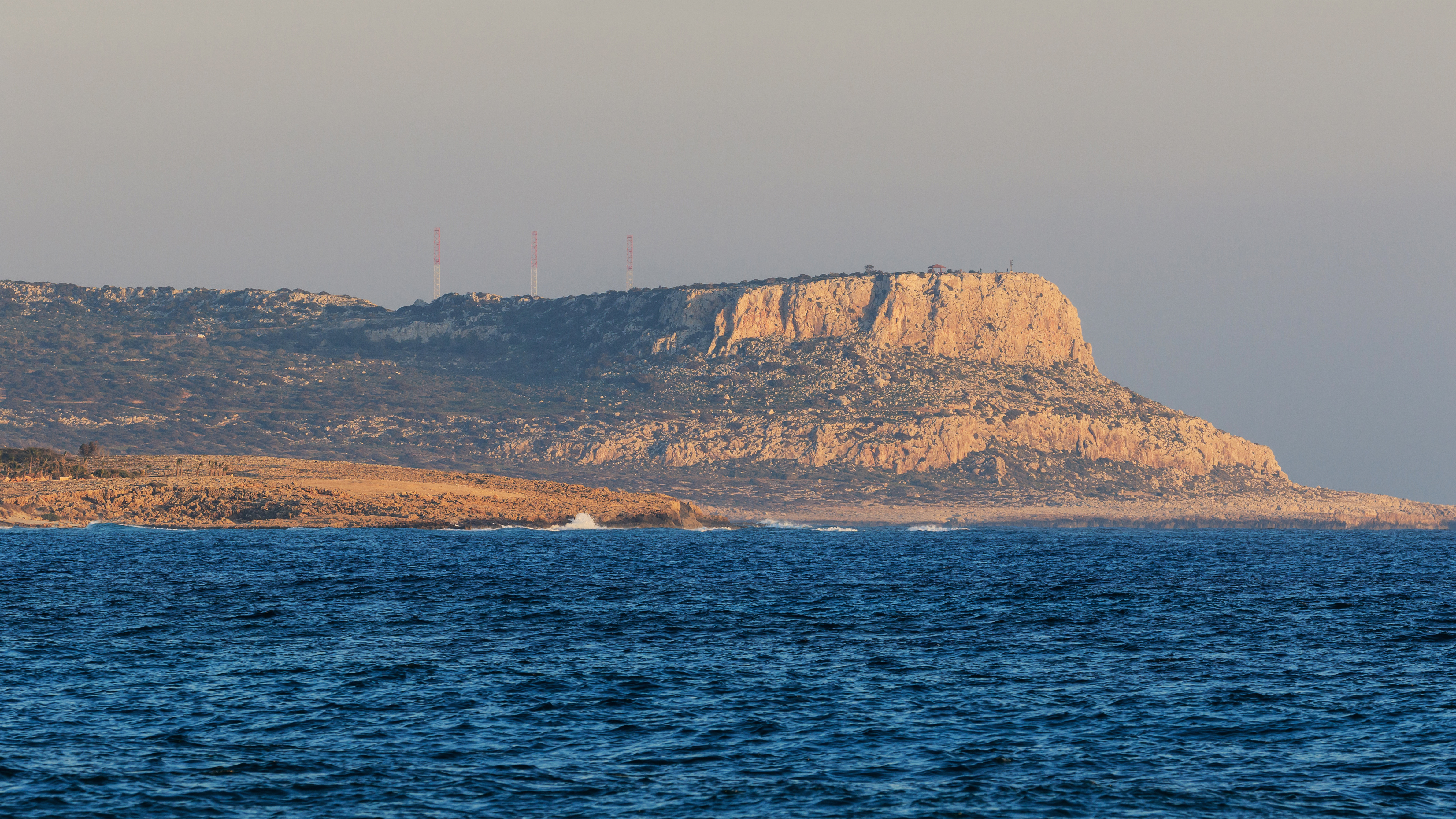
Cabo Greco en el territorio de la comunidad de Paralimni
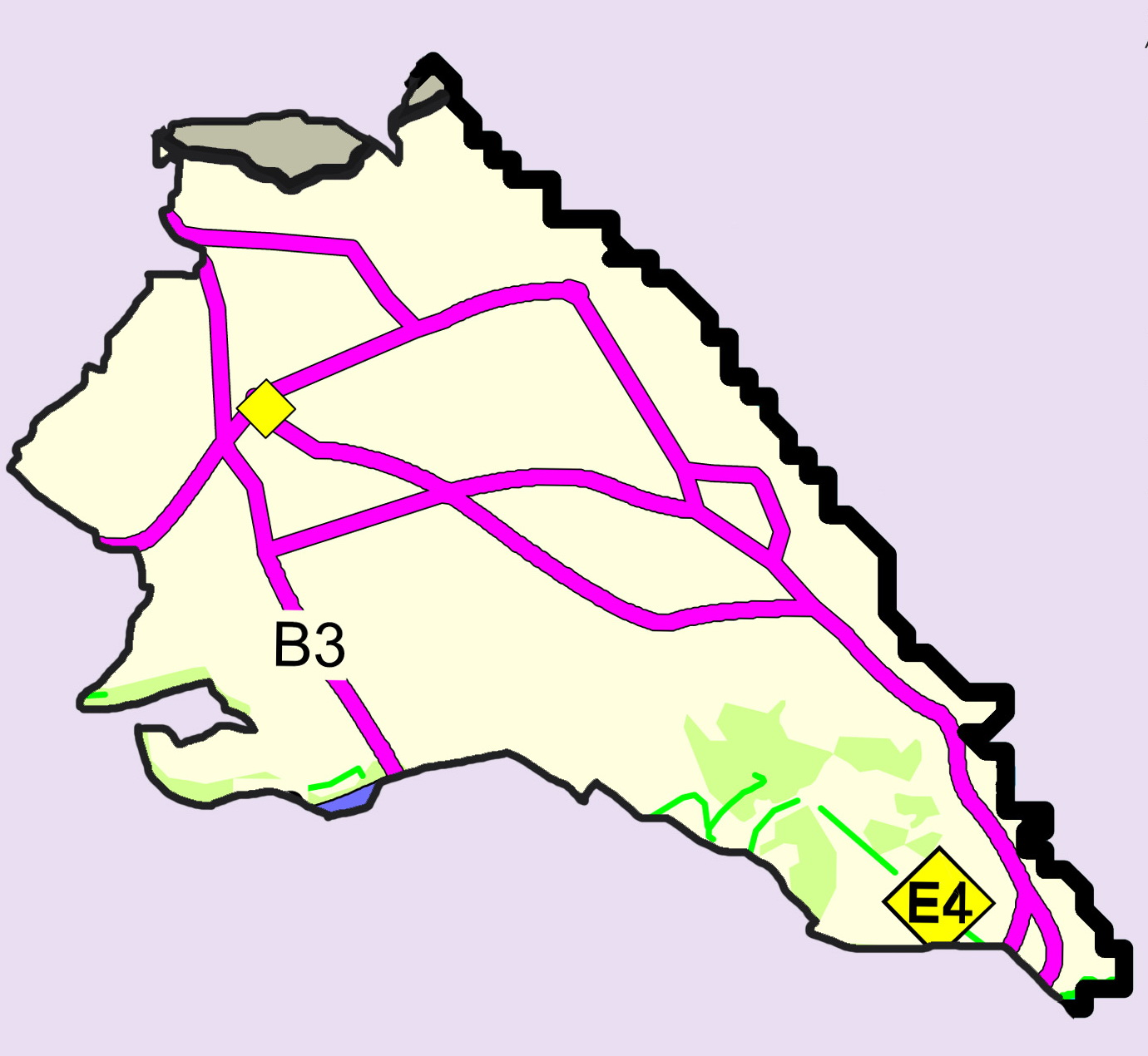
Municipio y red de carreteras de Paralimni